# Palestina nos Jogos Paralímpicos de Verão de 2004
Palestina participou dos Jogos Paralímpicos de Verão de 2004, que foram realizados na cidade de Atenas, na Grécia, entre os dias 17 e 28 de setembro de 2004.
A delegação conquista duas medalhas (1 prata, 1 bronze) nesta edição das Paralimpíadas.